# Lauritz Prior

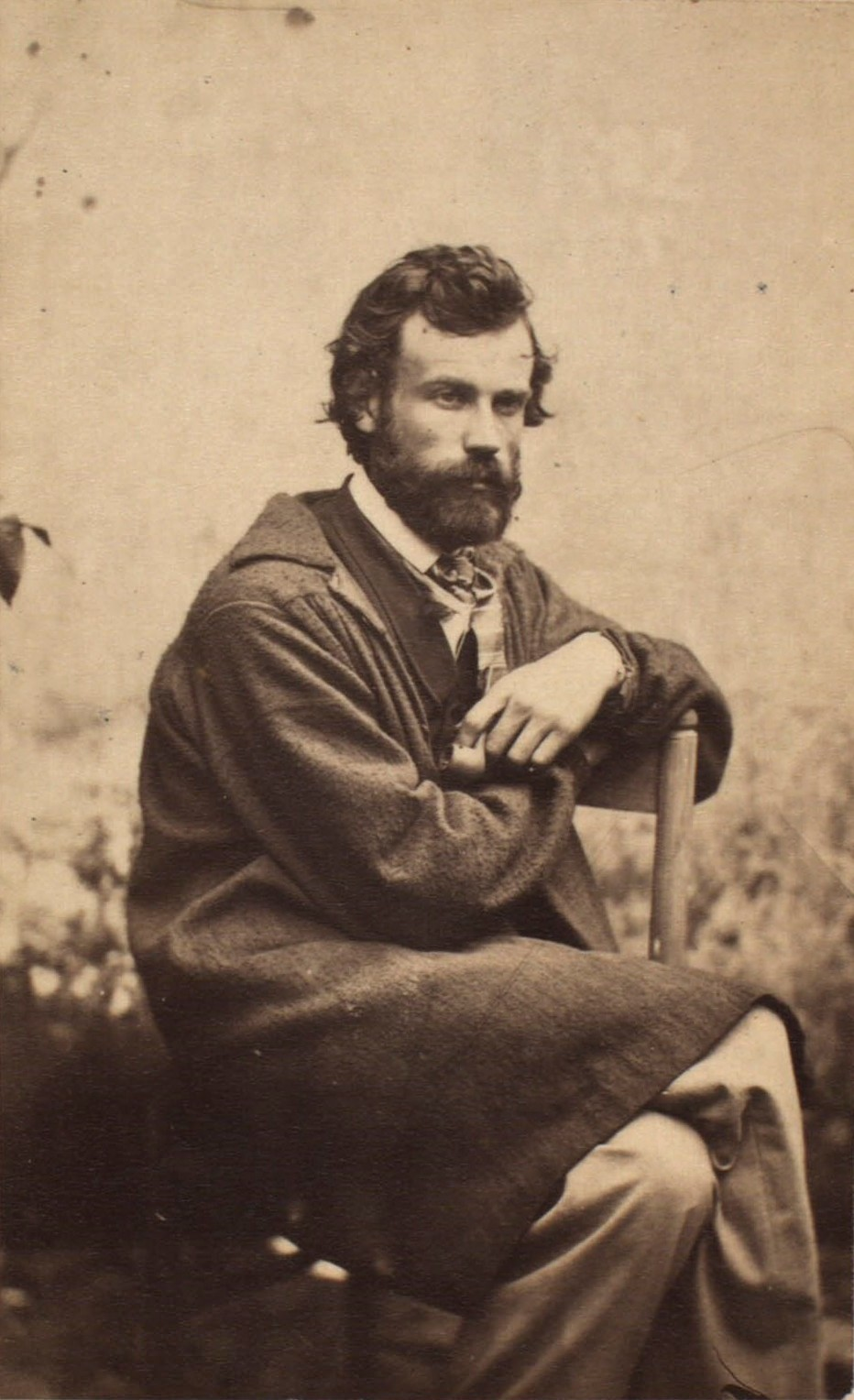
Lauritz Prior 1863.

Lauritz Terpager Malling Prior, född den 8 juni 1840 i Stege på Møn, död den 5 april 1879 i Köpenhamn, var en dansk bildhuggare.
Prior erhöll sin utbildning vid konstakademien och hos H.V. Bissen samt vann akademiens silvermedaljer 1859–1860, Neuhausenska premiet 1863 och hälften av Eibeschützska legatet 1869 för sin grupp Hagar och Ismael. Vid tävlingen för en staty över H.C. Andersen var han en av de fyra konstnärer, som efter prövningen av skisserna utförde sin modell i halv naturlig storlek. Åren 1862–1866 vistades han i Rom. Philip Weilbach skriver i Nordisk familjebok: "P. gaf rika löften såsom konstnär, och flere vackra prof på dekorativ skulptur antyda, att han särskildt i denna riktning skulle gått långt." 